# Saint-Just-en-Bas
 Saint-Just-en-Bas  es una población y comuna francesa, situada en la región de Ródano-Alpes, departamento de Loira, en el distrito de Montbrison y cantón de Saint-Georges-en-Couzan.

## Demografía
| 549 | 507 | 414 | 368 | 328 | 317 |
| Para los censos de 1962 a 1999 la población legal corresponde a la población sin duplicidades (Fuente: INSEE [Consultar]) |     |     |     |     |     |